# Saccocoelium tensum
Saccocoelium tensum är en plattmaskart. Saccocoelium tensum ingår i släktet Saccocoelium och familjen Haploporidae. Inga underarter finns listade i Catalogue of Life.